# Waialua (Hawaii)
Waialua, est une census-designated place du comté d'Honolulu sur l'île d'Oahu à Hawaï.

## Démographie
| 2000  | 2010  | - | - | - | - |
| ----- | ----- | - | - | - | - |
| 3 705 | 3 860 | - | - | - | - |